# Tomasz Mączyński
Tomasz Mączyński herbu Świnka – podstoli sieradzki w latach 1776–1777, cześnik szadkowski w latach 1768–1776, członek konfederacji radomskiej w 1767 roku.